# Urbano Bettencourt
Manuel Urbano Bettencourt Machado (Piedade (Lajes do Pico), 24 de novembro de 1949) é um poeta e escritor açoriano, considerado um dos intelectuais de maior destaque na vida cultural dos Açores. A sua obra, iniciada em 1972, contempla o ensaísmo, a poesia e a prosa de ficção. Como ensaísta, tem um trabalho continuado sobre a literatura feita nos Açores, e também um olhar informado sobre o que acontece na área da Macaronésia (Madeira, Canárias e Cabo Verde), em livro e em revistas da especialidade (nacionais e estrangeiras) e na imprensa açoriana. Na ficção e na poesia, publicou cerca de duas dezenas de títulos. Parte da sua produção literária tem sido traduzida no estrangeiro, quer em obras autónomas, quer em antologias. Licenciado em Filologia Românica pela Faculdade de Letras da Universidade de Lisboa, é doutorado em Estudos Portugueses pela Universidade dos Açores, instituição onde é docente e investigador.

## Biografia
Professor universitário, lecionou no ensino secundário e na Universidade dos Açores, onde se doutorou em Estudos Portugueses. 
Uma parte da sua  investigação e ensaísmo  sobre literaturas insulares encontra-se reunida em O Gosto das Palavras (3 vols: 1983, 1995; 1999); De Cabo Verde aos Açores – à luz da «Claridade» (1998);  Ilhas conforme as circunstâncias (2003) e O Amanhã não existe. Inquietação insular e figuração satírica em José Martins Garcia (2017).
No campo da narrativa e da lírica:
Raiz de Mágoa (1972);Ilhas (de parceria com Santos Barros, 1977); Marinheiro com residência fixa  (1980);   Naufrágios Inscrições (1987); Algumas das Cidades (1995);  Lugares  sombras e afectos (2005); Santo Amaro Sobre o Mar  (2005); Antero (2006); Que paisagem apagarás (2010); África frente e verso (2012); Outros nomes outras guerras (2013); Com navalhas e navios (2019).
Está representado em diversas antologias no país e no estrangeiro (Brasil, Canadá, Estados Unidos da América, Eslováquia, Hungria e Letónia). Tem dezenas de ensaios dispersos em jornais e revistas da especialidade e em obras de conjunto, dentro e fora do país.
Entre 2006 e 2009, coordenou com Carlos Alberto Machado a colecção Biblioteca Açoriana (Lajes do Pico). Colaborou na edição das seguintes antologias de poesia açoriana: Caminhos do Mar. Antologia Poética Açoriano-Catarinense (com Lauro Junkes e Osmar Pisani), Florianópolis, Santa Catarina, 2005; Pontos Luminosos. Açores e Madeira-Antologia Poética do Século XX (com Maria Aurora Homem e Diana Pimentel), 2006; Azoru Salu. Dzejas antologija (com Leons Briedis), Riga, Letónia, 2009.

## Obras publicadas
Poesia e narrativa
- Raiz de mágoa (1972);
- Marinheiro com residência fixa (1980);
- Naufrágios inscrições (1987);
- Algumas das cidades (1995);
- Lugares sombras e afectos (2005);
- Santo Amaro sobre o mar (2005; 2.ª ed, 2009);
- Antero (2006);
- Que paisagem apagarás (2010);
- África frente e verso (2012),
- Outros nomes, outras guerras (Companhia das Ilhas, 2013).

Ensaio
- O gosto das palavras, 3 vols. (1983, 1995, 1999);
- Emigração e literatura (1989);
- De Cabo Verde aos Açores – à luz da «Claridade» (1998);
- Ilhas conforme as circunstâncias (2003).